# ア・イジャ・デ・アロウサ

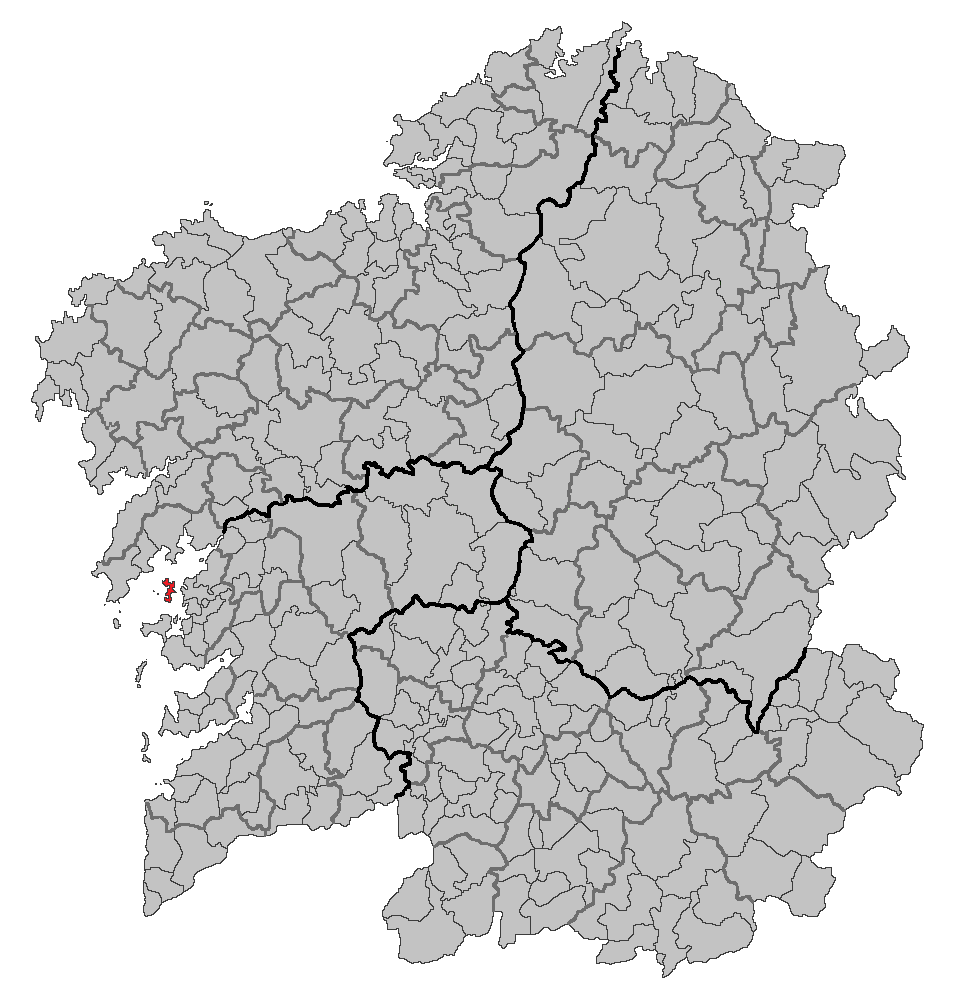
ガリシア州内の位置

ア・イジャ・デ・アロウサ（A Illa de Arousa）は、スペイン、ガリシア州、ポンテベドラ県の自治体で島、コマルカ・ド・サルネスに属し、リア・デ・アロウサ内に位置する。ガリシア統計局によると、2012年の人口は4,981人（2010年：5,000人）。カスティーリャ語による表記はIsla de Arosa（イスラ・デ・アローサ）。1996年ビラノーバ・デ・アロウサから分離し、創設された。
ガリシア語話者の自治体人口に占める割合は99.44%（2001年）。

## 地理
ア・イジャ・デ・アロウサは、ポンテベドラ県の北西部、リア・デ・アロウサ内に位置し、コマルカ・ド・サルネースに属する。東の対岸にはビラガルシーア・デ・アロウサ、ビラノーバ・デ・アロウサがあり、ビラノーバ・デ・アロウサとは橋でつながっている。自治体の中心地区はアロウサ地区。
ア・イジャ・デ・アロウサはビラガルシーア・デ・アロウサ司法管轄区に属す。

### 人口
住民は1の教区内の14の地区（集落）に居住する。
| ア・イジャ・デ・アロウサの人口推移 2000－2010           |
|                                                         |
| 出典:INE（スペイン国立統計局）1900年 - 1991年、1996年 - |

## 政治
自治体首長はガリシア社会党（PSdeG-PSOE）のホセ・マヌエル・バスケス・バスケス（José Manuel Vázquez Vázquez）、自治体評議員はガリシア国民党（PPdeG）：5、ガリシア社会党：5、ガリシア民族主義ブロック（BNG）：1となっている（2011年5月22日の自治体選挙結果、得票順）。
| 1999年6月13日自治体選挙 |        |        |          |
| 政党                    | 得票数 | 得票率 | 獲得議席 |
| PPdeG                   | 1,411  | 42.81% | 5        |
| PSdeG-PSOE              | 1,267  | 38.44% | 5        |
| BNG                     | 469    | 14.23% | 1        |
| EU-IU                   | 122    | 3.70%  | 0        |

首長当選者：ホセ・マヌエル・バスケス・バスケス（PSdeG-PSOE）
| 2003年5月25日自治体選挙 |        |        |          |
| 政党                    | 得票数 | 得票率 | 獲得議席 |
| PSdeG-PSOE              | 1,545  | 45.91% | 5        |
| PPdeG                   | 1,170  | 34.77% | 4        |
| IPILLA                  | 277    | 8.23%  | 1        |
| BNG                     | 274    | 8.14%  | 1        |
| EU-IU                   | 72     | 2.14%  | 0        |

首長当選者：ホセ・マヌエル・バスケス・バスケス（PSdeG-PSOE）
| 2007年5月27日自治体選挙 |        |        |          |
| 政党                    | 得票数 | 得票率 | 獲得議席 |
| PSdeG-PSOE              | 1,632  | 47.35% | 6        |
| PPdeG                   | 1,350  | 39.16% | 4        |
| BNG                     | 437    | 12.68% | 1        |

首長当選者：ホセ・マヌエル・バスケス・バスケス（PSdeG-PSOE）
| 2011年5月22日自治体選挙 |        |        |          |
| 政党                    | 得票数 | 得票率 | 獲得議席 |
| PPdeG                   | 1,573  | 46.76% | 5        |
| PSdeG-PSOE              | 1,321  | 39.27% | 5        |
| BNG                     | 433    | 12.87% | 1        |

首長当選者：ホセ・マヌエル・バスケス・バスケス（PSdeG-PSOE）

## 教区
ア・イジャ・デ・アロウサは1つの教区によって構成されている。
- ア・イジャ・デ・アロウサ（サン・シュリアン）